# 羅漢果
羅漢果（學名：Siraitia grosvenorii、monk fruit、luo han guo），俗稱“神仙果”，是葫芦科多年生藤本植物。其叶心形，雌雄异株，夏季开花，秋天结果。原產於中國南部和泰國北部。所述植物長成的果實，在中國被用來作為一種低熱量清涼飲料的甜味劑，而在中國傳統中藥中，中医以其果实入药，含有罗汉果甜苷、多种氨基酸和维生素等药用成分，主治肺热痰火咳嗽、咽喉炎、扁桃体炎、急性胃炎、便秘等，羅漢果是中国广西桂林市著名特产“新桂林三宝”之一，与金桔、白果(银杏)代表了桂林“食药三宝”。
羅漢果又称为甜味素，因其甜度非常高（蔗糖的300倍），且由於羅漢果甜苷不能用於人類作為能量來源，熱量低而作為甜味剂廣泛使用，常作为肥胖者和糖尿病患者的代用糖。
在英語出版刊物該植物的果實經常被稱作 luo han guo (來自中文的 luóhàn guǒ/ 羅漢果)。
至于其科學物種名稱，乃是為了表彰 吉爾伯特‧霍維‧格羅夫納 (Gilbert Hovey Grosvenor) 的贡献，而以其名字命名的。他是當年的美国國家地理學會會長，在1930年代靠贊助資金去探險，并在中國找到了種植在当地的羅漢果植株。

## 詞源和地域名稱
果實最早是在13世紀，廣西桂林地區僧人的記錄中被提到。難以人工大量種植，意味著羅漢果不容易成為傳統中藥藥方的一部分，傳統中藥藥方，通常使用容易取得的藥材，避免使用昂貴，難以取得的藥材。
羅漢是阿羅漢(āluóhàn)的縮寫，這是古老的印度梵語詞「羅漢」的音譯。在早期佛教的傳統，和尚開悟後被稱為獲得到阿羅漢，(梵文：arhattaphala)羅漢修成正果。在廣西說成羅漢果(luóhàn guǒ)，後來成為此種果實，在廣西和西方的商品名稱。

## 研發歷史
第一份在英國發現的藥草報告是1938年由魏德曼格勒夫和張軒和寫的未發表的手稿。報告中指明果實中偏方主要成分的“清涼飲料”作為天氣炎熱，發燒或補救措施或其他傳統功能障礙溫暖或熱有關(即炎症)的偏方。
第一個研究羅漢果的甜味成分要歸功於李志航，在1975年就寫了一份英文報告，同時也有常松竹本，在日本它的工作在80年代初期（後來竹本決定專注於類似的甜植物絞股藍）。羅漢果的產品在中國的發展一直延續至今，尤其是專注於濃縮提取物的開發。

## 描述
在海拔300～1400公尺，亚热带山坡林湿润地段，每日只需7～8小时光照短日照，空气相对湿度75～85%，雨量充沛、气温22～28℃，藤蔓迅速生长，藤蔓達到3到5米長，他們接觸纏繞周圍的任何東西，藤蔓攀越其他植物。狹窄，心臟形的葉子10-20厘米長。果實圓形直徑5-7厘米，光滑，黃褐色或綠棕色，從水果梗含條紋到底部的溝紋，硬而薄的果皮由細毛覆蓋。水果的內部包含一個可食用的果肉，乾燥後形成了一個薄的，淺棕色，易碎的殼體厚度約1毫米。種子是細長和幾乎是球形的。
內部的果肉生吃，苦皮用來泡茶。
值得注意的是果實的甜味，這可以從它的汁液進行濃縮。水果中含有25％〜38％的各種碳水化合物，主要果糖和葡萄糖。羅漢果果甜度，來自羅漢果甜苷，一組三萜甙(皂甙)。五個不同的羅漢果甜苷是從1編號到5;主要成分是羅漢果皂甙5。

## 種植與產地
種子發芽緩慢，可能需要幾個月的時間。主要生長在中國南部廣西壯族自治區（主要是在桂林附近的山區），以及在廣東，貴州，湖南，江西等省份。當地山區，由植物遮蔭，且經常被薄霧包圍，讓植物避開太陽的直接照射。野生羅漢果在野外很少，所以它被人工種植了數百年。
目前發現最早的記錄，1813年，提到這種植物在廣西種植。目前，桂林的山裏，大約有16平方公里，大約1億顆水果年產量的種植園。大多數種植園位於永福縣和臨桂縣。
永福縣龍江鎮已獲得了「中國的羅漢果之鄉」的名號，在該地區已經有不少公司，專門製作羅漢果提取物和成品。在這些公司中以永福製藥廠是最古老的。
罗汉果对生长环境要求十分特殊，只有在中国广西北部才能生长。中国广西永福县、融安县、临桂县是罗汉果的三大产地，产量占全球90%，其中永福县是原产地。目前，全球罗汉果的年均产量仅为1亿枚左右。

## 非糖類甜味劑

主要甜味成分之一羅漢果皂甙-5的結構

羅漢果皂甙-6的結構

水果的甜味主要來自羅漢果甜苷，一組三萜烯糖苷，這構成了新鮮水果的果肉約1％。通過溶劑萃取，可以得到含有80％羅漢果苷的粉末，主要的一個是羅漢果皂甙-5。在水果其它類似的成分為賽門苷和新羅漢果甜苷。
羅漢果富含三萜類成分羅漢果皂苷，因其甜度高、熱量低而作為甜味劑被廣泛使用，尤其是作為肥胖者和糖尿病患者的代用糖。許多研究表明，羅漢果皂苷能提高葡萄糖和脂肪的利用，增加胰島素的敏感性，但羅漢果降血糖作用的有效成分和作用機制並不明確。

### 製備
在過程中，除去外殼和種子，而漿性的水果製作成濃縮果汁或果泥。另外汁液可以從熱水加熱剩餘果肉中提取。果汁勻漿化， 稍微讓它酸化以防止凝膠化和改善風味，然後用果膠酶或其他的酶來分解果膠。然後大部分的異味用離子交換樹脂，例如磺化聚苯乙烯 - 二乙烯基苯共聚物聚丙烯酸除去。另外異味可以經像木炭或膨潤土通過過濾除去；或用明膠或其他膠凝劑析出。然後其餘大部分含硫揮發物，通過低壓揮發除去。然後的汁液用巴氏法滅菌滅活剩餘的天然酶和殺死微生物。該過程聲稱保存存在於水果中的相當大一部分的羅漢果苷。

### 安全
報導稱羅漢果無不良的副作用。從美國食品和藥物管理局（FDA）的食品添加劑中，一般認為安全。沒有限制消費果實或其提取物。

### 傳統用途
所述植物最珍貴的在甜蜜果實，這是作為藥用和作為甜味劑。在中國的傳統中藥，它用於治療咳嗽和喉嚨痛，並在中國南方它被認為是一個長壽的助劑。果實一般以乾燥形式出售，傳統上以草藥茶或湯使用。

### 其他甜味
其果實是25％〜38％的各種碳水化合物，特別是果糖和葡萄糖。水果的甜味，主要是由羅漢果甜苷，一組三萜甙(皂甙)決定。區分編號為五個不同的羅漢果甜苷，從1到5的主要成分是羅漢果皂甙5。

## 中医药性及药用
- 性味与归经：甘，凉。归肺、大肠经。
- 功能与主治：清热润肺，滑肠通便。用于肺火燥咳，咽痛失音，肠燥便秘。
- 用法与用量：煎水、冲泡饮用；或研磨、制剂服用；也可直接咀嚼。用量约9～15g。
- 贮藏與保質：置干燥处，防霉，防蛀。

## 营养价值及有效药用成分

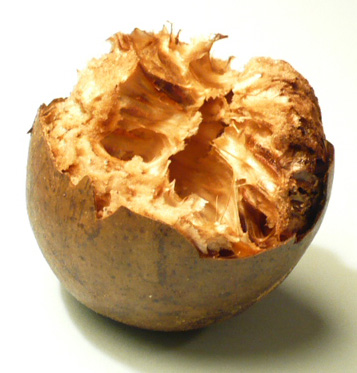
切開並除去種子的乾羅漢果

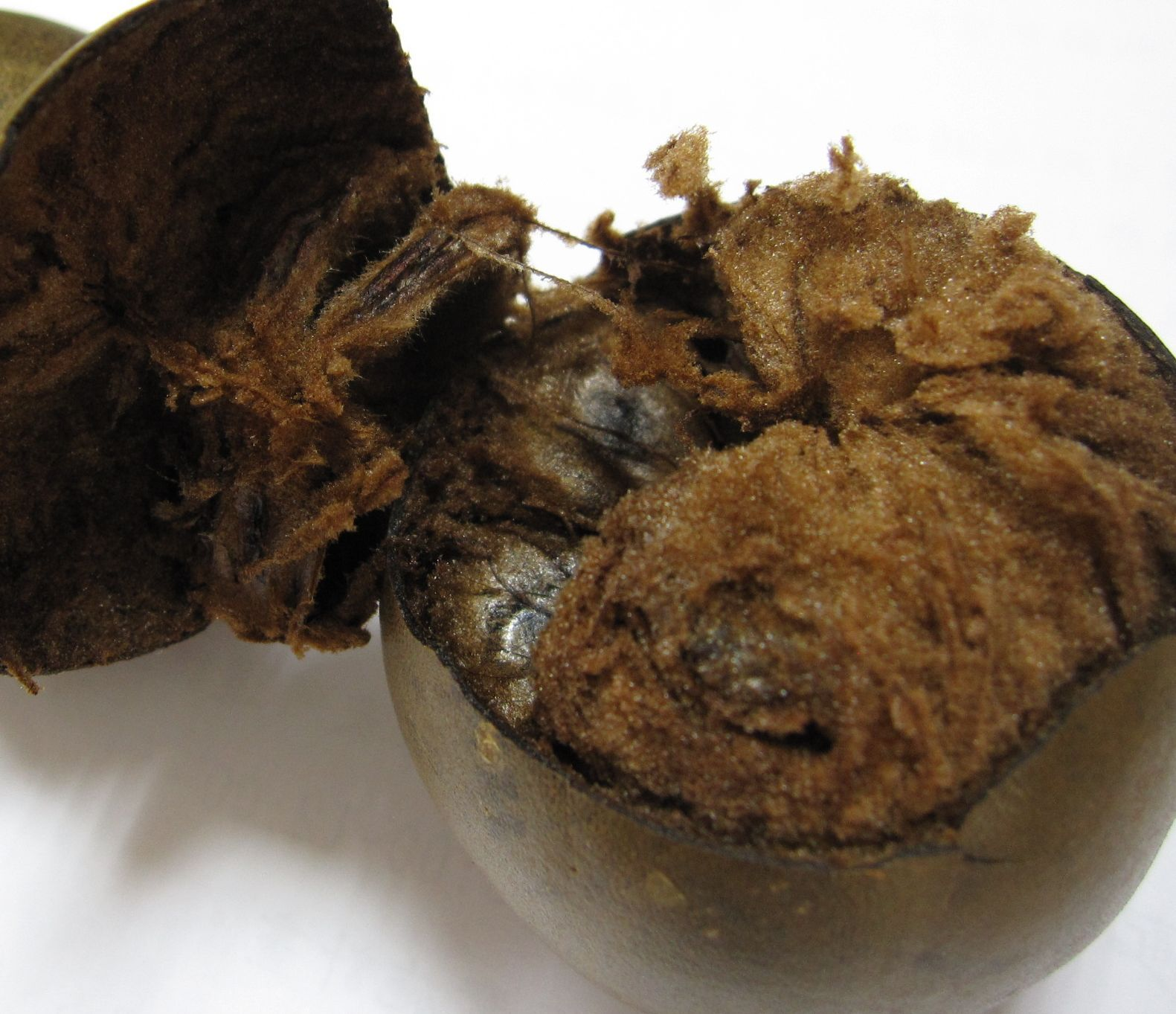
羅漢果乾果

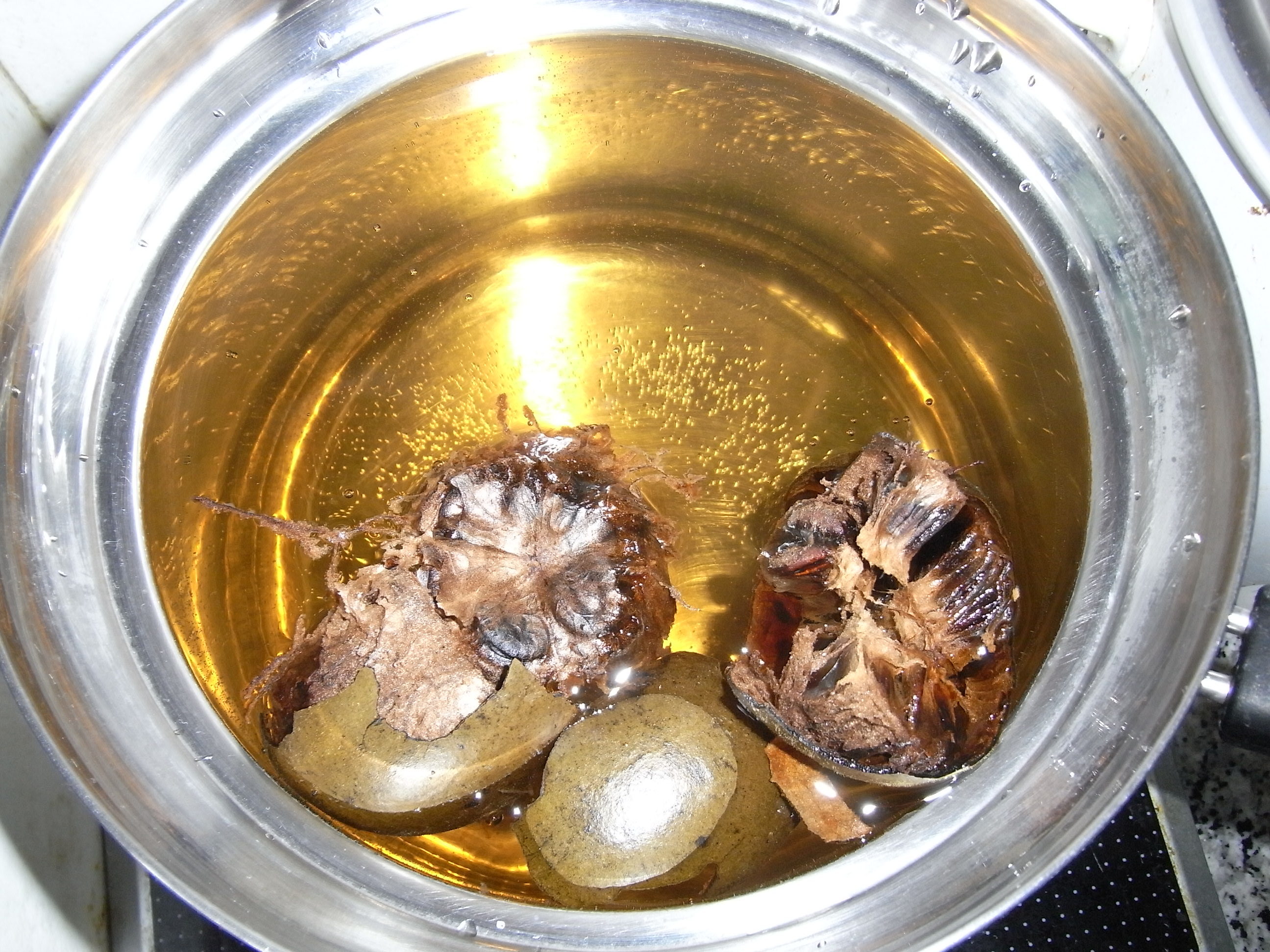
羅漢果煲水

罗汉果干果含有约：

### 营养价值
- 蛋白质7.2%，粗蛋白质9%（因产地不同而略有差异）。
- 葡萄糖、果糖约14%。
- D－甘露糖（鲜果含量）0.08%。
- 多种维生素。新鮮水果含維生素C，一項調查顯示每100克含大約含461.12毫克維生素C。通過乾燥的水果損失大約9/10的維生素C，但幾乎仍與鮮橙含有的維生素C一樣多。
- 无机元素及其含量(ppm)：鐵(29.12)，鎳(1.18)，鋅(12.81)，鎂(549.96)，鈣(667.52)，鉛(0.065)，銅(0.53)，鉀(12290.8)，鈉(16.49)，鎘(0.015)，鍶(1.69)，鋇(3.31)，鉻(0.53)，鋁(7.72)，鈦(0.30)，鉬(0.4355)，鈷(0.1490)，硒(0.1864)，錫(0.1818)，碘(1.00)，矽(645)，鐵(0.93)。

含量較高的元素有鉀、鈣、鎂。羅漢果中含有的硒達到0.186mg/kg，是一般食品的2–4倍，元素硒在防治冠狀動脈心臟病、抗老化、防癌方面相當好。
- 羅漢果的種子含有多種脂肪酸，52.3％的亞油酸，20.7％的油酸，14.7％的棕櫚酸，7.1％的硬脂酸、肉荳蔻酸和0.6％癸酸，和0.5％月桂酸。

### 有效药用成分
- 罗汉果苷Ⅴ ,即 Mogrol-3-o-〔β-D-glucopyranosyl(1→6)- β-D-glucopyranoside〕-24 -o-{〔β-D-glucopyranosyl(1→2)〕-〔β-D-glucopyranosid（1→6) 〕 - β-D-glucopyranoside}。C60H102O29 o2H2O，比蔗糖甜256～344倍[來源請求]。
- 罗汉果苷Ⅵ（MogrosideⅥ）比蔗糖甜125倍。
- 罗汉果苷Ⅳ无甜味。

## 商業
用於從羅漢果製造有用的甜味劑的過程，由寶潔公司在1995年申請了專利。
該專利指出，天然羅漢果有很多化合物干擾其口味，這使它無法用於一般使用，並介紹一個過程來除去它們。有問題的化合物是含硫揮發性物質，如二硫化氫，甲硫，甲硫醇，二甲基硫醚和甲硫醇，它是由氨基酸形成，其中包含硫，如甲硫氨酸，S–甲基蛋氨酸，胱氨酸和半胱氨酸。該專利描述了一種用於去除干擾的方法。